# Ibys Maceioh
Ibys Maceioh, nome artístico de Valmiro Pedro da Costa (Porto Calvo, 3 de julho de 1952) é um violonista, cantor e compositor brasileiro.. Iniciou no violão com o também alagoano Zé Romero, discípulo de Dilermando Reis.
De raízes nordestinas, deixou-se influenciar por diversos estilos, tais como bossa nova, jazz, blues, samba e pela música clássica. Depois de se aperfeiçoar no instrumento com Turíbio Santos, passou a 
lecionar no Centro Livre de Aprendizagem Musical - CLAM. 
Ibys trabalhou com Zé Kéti, Oswaldinho do Acordeon, Fernando Melo (Duofel) e Toninho Ciardulo, entre outros. No início da carreira foi incentivado por Luiz Gonzaga e Djavan.

## Obra
- Aqui Alagoas, em parceria com Silvio Marcio
- Cabelo de milho
- Caminhante, em parceria com Mario Mammana e Pedro Zavagli
- Depois do vendaval, em parceria com Silvio Márcio
- Espera sem fim, em parceria com Silvio Márcio
- Eu sou o show, em parceria com Fernando Sergio Lyra
- Lembranças do mar
- Nem amanhã, em parceria com Fernando Sergio Lyra
- Otimismo, em parceria com Silvio Márcio
- Que barra
- Sem mágoa
- Suave, em parceria com Mario Mammana
- Terminada tempestade, em parceria com Mario Mammana

## Discografia
- (2002) Cabelo de milho - Carambola Discos
- (2000) Suave